# Ellery Queen en Hollywood
Tras una serie de novelas de misterio muy populares y una serie de películas, el personaje de Ellery Queen estaba firmemente establecido. En ese momento Ellery Queen da señales de un cambio en el tipo de historia que se cuenta, alejándose del formato de intrincados rompecabezas de misterio que habían caracterizado las novelas anteriores, y traslada la acción de su personaje a Hollywood, donde se involucra en la creación de guiones para películas y en algún romance. 

## “La cuenta del diablo” (1938)
Solly Spaeth es un financiero cuyas maquinaciones con el "Ohippi Hydro-Electric Project" han arruinado a un gran número de personas incluyendo a su socio en los negocios, Rhys Jardin. La hermosa hija de Jardin, Valerie, está enamorada de Walter, el hijo de Spaeth. Rhys es tan pobre que tiene que vender hasta sus bienes personales en una subasta, para gran consternación de su hija y de Pink, su secretario y ayuda de cámara. Walter pide a Ellery Queen que acuda a la subasta para comprar todos los lotes, y así es como Ellery se involucra en los asuntos de ambas familias, cuando Solly Spaeth aparece atravesado por una antigua espada cuya hoja ha sido recubierta con melaza y cianuro. La sospecha recae sobre el grupo de personas, entre ellas los Jardin, el abogado de Solly y su amante, la excéntrica Luna Winni, pero Ellery estudia las diversas coartadas y los motivos y los rastros del delito hasta dar de nuevo con el asesino. Una sub-trama de la novela es que Ellery ha sido contratado para trabajar en un guion para una película y ha estado completamente inactivo durante semanas porque no puede llegar a ver al jefe de los estudios Jacques Butcher, un personaje que tendrá un papel mucho más destacado en la siguiente novela, “El cuatro de corazones”.

## “El cuatro de corazones” (1938)
Al comienzo de la esta novela, Ellery Queen contacta por fin con Jacques Butcher el jefe de los estudios cinematográficos, quien le pide trabajar en el guion de una película sobre la vida de dos famosos actores John Royle y Blythe Stuart, que años atrás habían tenido una tempestuosa relación romántica y que, tras pelearse violentamente, se habían convertido en cabezas de una saga entre la que se encuentran dos jóvenes actores de cine el hijo de John Royle, Ty, y la hija de Blythe Bonnie, ahora comprometida con Jacques. Los viejos actores, siempre enfrentados, están convencidos de aceptar papeles en un cuadro biográfico sobre su vida que supone una gran publicidad debido a su larga disputabtras la cual deciden casarse sin demora. La máquina publicitaria de Hollywood se pone en marcha, y la pareja se casa en un campo de aviación frente a una gran multitud, para luego volar en un avión privado para una misteriosa luna de miel. Sin embargo, una persona enmascarada ha forzado su entrada en el avión y deja dos frascos de cócteles envenenados, de manera que John Royle y Blythe Stuart mueren durante el vuelo. Ty y Bonnie vacilan entre su enfrentamiento familiar y un interés repentino romántico, y Ellery echa una mano para investigar el caso. Parece que la pareja asesinada había estado recibiendo correos anónimos en algunas cartas significado misterioso. Las sospechas recaen sobre ambos jóvenes que acaban también sospechando uno del otro. Solo cuando Ellery resuelve el verdadero significado de las cartas se aclara el caso. En el proceso, Ellery establece por su parte una romántica aproximación con la destacada y encantadora columnista de prensa rosa Paula París, que es agorafóbica, a la que persuade para ir a cenar en el cierre de la novela. Ellery mantiene el pleno juego limpio con el lector, de manera que las revelaciones finales pueden ser deducibles a partir de las pistas proporcionadas en el relato.

## "El origen del mal" (1951)
Tras varias novelas nuevamente ambientadas en Nueva York y en la pequeña ciudad de Wrightsville, Ellery regresa por tercera vez al mundo de Hollywood con un relato más dramático, en el que desaparece el tono ligero de las anteriores. La joven y bella Laurel Hill pide a Ellery Queen que investigue una serie de inusuales regalos anónimos que han sido recibidos por su padre, Leander Hill, uno de los dos socios de Hill y Priam, joyeros de venta al por mayor. Roger Priam, socio de Leander, utiliza una silla de ruedas. El último regalo, un perro muerto con una nota misteriosa en un pequeño ataúd de plata sujeto a su cuello, ha causado a Leander la muerte por un ataque al corazón. Ahora Roger Priam (y su sensual esposa Delia, que atrae a Ellery como una planta carnívora) han empezado también a recibir extraños regalos anónimos. Crowe, el hijo nudista de Delia que hace vida natural esperando la llegada de la bomba atómica, que es novio de Laura, y un elenco de empleados, también están en la escena. Los regalos misteriosos incluyen un poco de ensalada de atún envenenado, una cartera de cocodrilo verde, un libro quemado y un conjunto de acciones y bonos sin valor, todo ello acompañado por notas crípticas y ominosas, que parece como si se remontaran a un incidente misterioso y violento, posiblemente en el pasado de ambos socios en los comienzos de sul negocio de joyería al por mayor. Ellery Queen analiza el sentido y la importancia de la serie de regalos y el vínculo que conecta a las notas y organiza una sorpresa dramática que atrapa a su causante, aunque la verdadera personalidad del criminal no se conoce hasta los momentos finales del libro.
- En 1964 aparecerá todavía una nueva novela “…Y en el octavo día”, ambientada también en California, en un nuevo viaje de Ellery a Hollywwod, pero escrita por el colaborador de los Queen, Avram Davidson.